# Shefford (Bedfordshire)
Shefford è un paese di 5 400 abitanti della contea del Bedfordshire, in Inghilterra.